# Alexander Nicolaus Tolckemit
Alexander Nicolaus Tolckemit (* 1715 in Elbing, Polnisch-Preußen; † 1759) war ein deutscher evangelischer Pfarrer und Regionalhistoriker.

## Leben

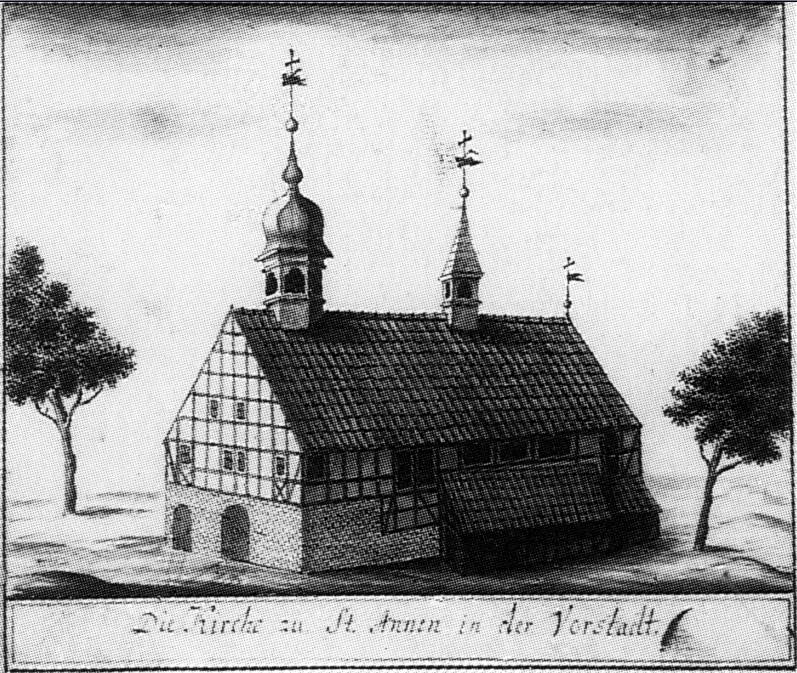
St.-Annen-Kirche in Elbing, 1775

Alexander Nicolaus Tolckemit stammte aus einer Pfarrersfamilie aus Elbing und Umgebung. Er studierte Evangelische Theologie in Jena von 1733 bis 1735 und erhielt 1737 seine erste Pfarrstelle im westpreußischen Lenzen. 1745 wechselte er nach Preußisch Mark (Preuschmark) und 1758 an die St.-Annen-Kirche in Elbing, wo er im darauffolgenden Jahr starb.

## Werke (Auswahl)
Alexander Nicolaus Tolckemit verfasste eine Darstellung sämtlicher evangelischer Lehrer aus Elbing seit der Reformation und theologische Schriften
- Filivs Primogenitvs Sacerdos, Das ist: Schriftmäßiger Beweiß, Daß zur Zeit der Patriarchen Ordentlicher Weise Der Erstgebohrne Sohn Priester worden Nebst einer Nachricht Von der Vocation, Ordination, dem Amte und Kleidung der Priester, Jngleichen Von der Art, Zeit und Ort des Gottes-Dienstes dieser Zeiten, Ritter, Jena 1735
- Elbingscher Lehrer Gedächtniss, Das ist Leben und Schriften aller Evangelischen Lehrer, die seit der Reformatiom an den sämmtlichen Kirchen, wie auch an dem Gymnasio in Elbing gelehret : nebst einem Anhange von den auswärtig im Lehr-Amte stehenden Elbingern und einer Nachricht von den Elbingschen Medicis und Physicis, mit einigen Kupfern, Schreiber, Danzig, 1753
- Das unterschiedene Verhalten der Menschen bey dem Zuge des himmlischen Vaters zu seinem Sohne, Danzig 1754, Predigt